# Люммен
Люммен (нидерл. Lummen) — коммуна в провинции Лимбург в Бельгии, неподалёку от городов Хасселт и Дист.
Население Люммена — 13.691 человек (2006). Площадь — 53.38 кв.км.